# Ścinawka Dolna

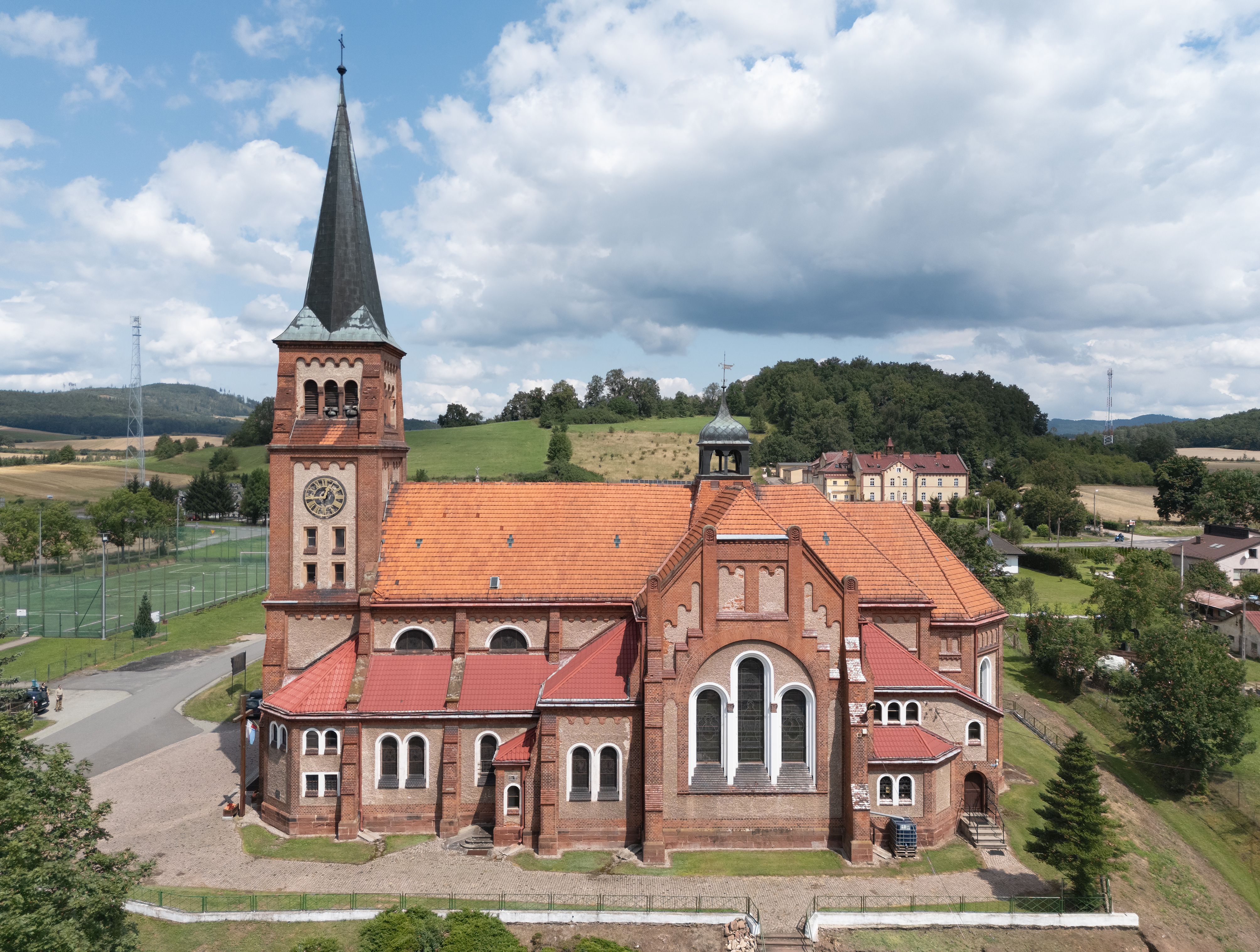
Kirche St. Jakobus

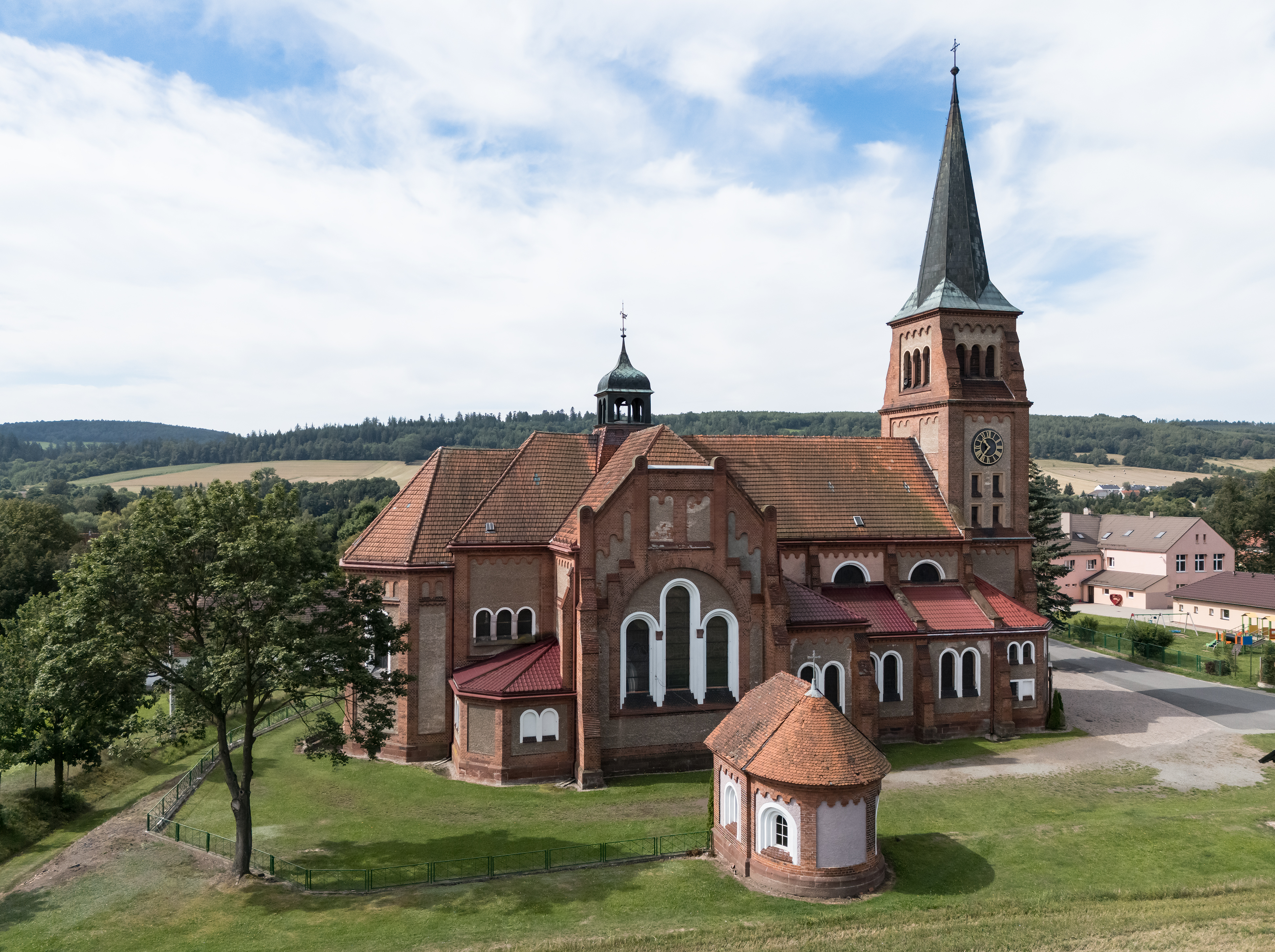
Kirche St. Jakobus

Ścinawka Dolna (deutsch: Niedersteine) ist ein Ort in der Stadt- und Landgemeinde Radków (Wünschelburg) im Powiat Kłodzki der Wojewodschaft Niederschlesien in Polen. Es liegt neun Kilometer südlich Nowa Ruda (Neurode) im Tal der Steine (polnisch Ścinawka).

## Geschichte
Niedersteine wurde erstmals 1322 als „Nedirsteinaw“ erwähnt und ist für 1384 als Pfarrort nachgewiesen. Es gehörte zum Glatzer Land, mit dem es die Geschichte seiner politischen und kirchlichen Zugehörigkeit von Anfang an teilte. Nach dem Ersten Schlesischen Krieg 1742 und endgültig nach dem Hubertusburger Frieden 1763 fiel es zusammen mit der Grafschaft Glatz an Preußen. Nach der Neugliederung Preußens gehörte es ab 1815 zur Provinz Schlesien, die in Landkreise aufgeteilt wurde. 1816–1853 war der Landkreis Glatz, 1854–1932 der Landkreis Neurode zuständig. Nach dessen Auflösung 1932 gehörte Niedersteine bis 1945 wiederum zum Landkreis Glatz.
1774 wurde eine Schule neu gebaut, die 1829 an einem neuen, hochwassergeschützten Platz errichtet werden musste. Schwere Schäden richteten die Überflutungen der Steine in den Jahren 1804, 1829 und 1888 an. 1874 wurde aus den Landgemeinden Biehals, Mittelsteine und Obersteine sowie den Mittelsteiner Gutsbezirken Anteil von Lüttwitz und Anteil Graf Magnis und Scharfeneck der Amtsbezirk Mittelsteine gebildet. In der zweiten Hälfte des 19. Jahrhunderts stifteten die Gräfinnen Anna und Sophie von Magnis ein Waisenhaus sowie das Krankenstift St. Josef. 1888 wurde ein neuer Friedhof geweiht.
Als Folge des Zweiten Weltkriegs fiel Niedersteine 1945 mit dem größten Teil Schlesiens an Polen und wurde in Ścinawka Dolna umbenannt. Die deutsche Bevölkerung wurde vertrieben. Die neu angesiedelten Bewohner waren teilweise Zwangsumgesiedelte aus Ostpolen, das an die Sowjetunion gefallen war. 1975–1998 gehörte Ścinawka Dolna zur Woiwodschaft Wałbrzych (Waldenburg).

### Gutsanteile

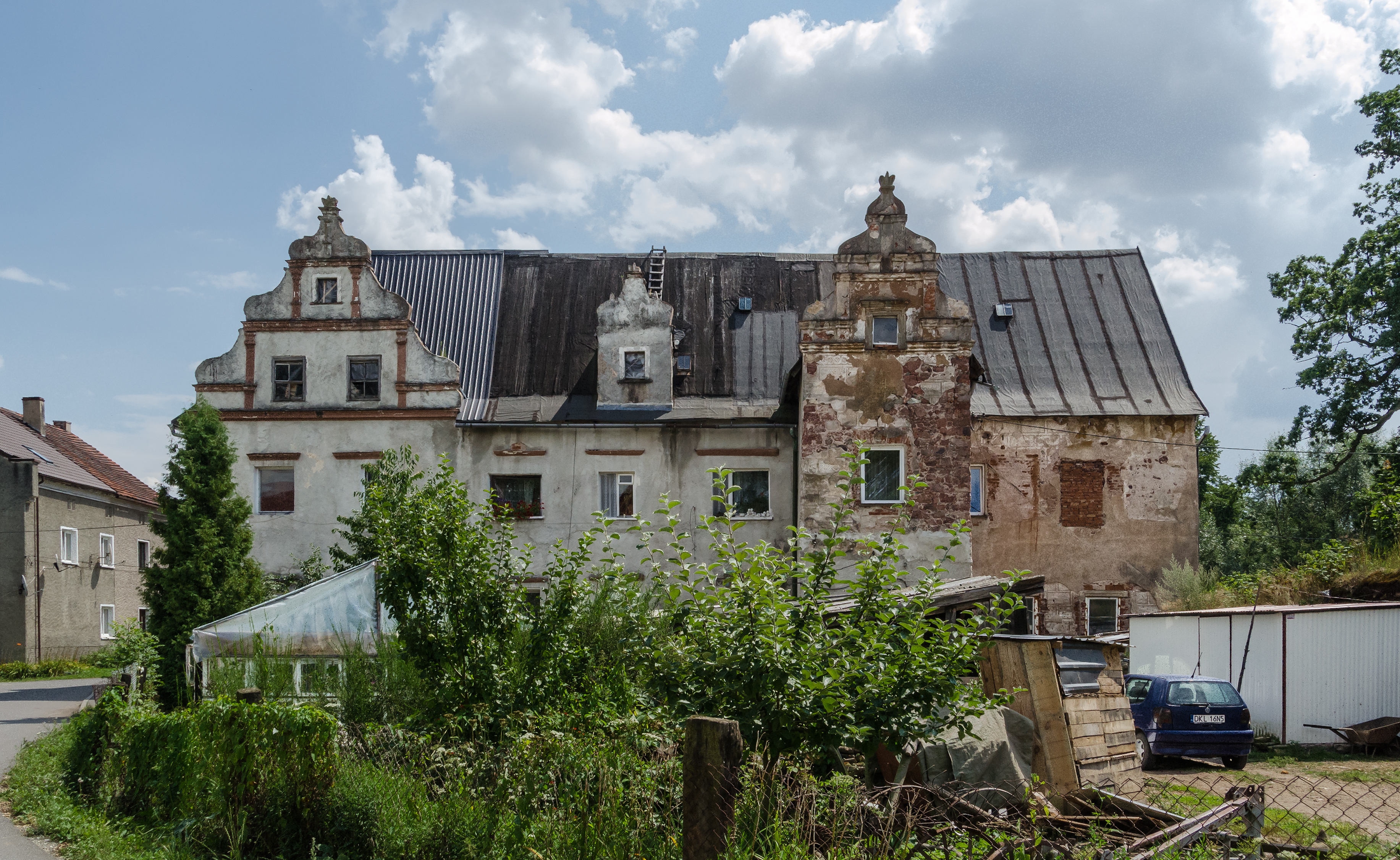
Schloss Niedersteine

Niedersteine bestand bis zum 17. Jahrhundert aus mehreren Anteilen, die teilweise verschiedenen Besitzern gehörten. Für die älteste Zeit sind zwei Anteile nachgewiesen:
- Der Untere Anteil gelangte 1597 an Hildebrand von Donig, weshalb er ab diesem Zeitpunkt auch als Hildebrandhofanteil bezeichnet wurde. 1621 wurde er mit dem oberen Anteil verbunden.
- Der größere Obere Anteil war ein Rittergut, das als Schlosshof, in älterer Zeit als Steinhof bezeichnet wurde. Es war mit dem Kirchenpatronat verbunden und lag nahe an der alten Pfarrkirche auf der nördlichen Seite des Dorfes. Es war zunächst ein Lehen, das 1346 im Besitz des Otto von Haugwitz war. 1385 verkaufte dessen Sohn Thomas diesen Anteil an Conrad von Niemitz („Nymancz“). Dessen Sohn Conrad II. erwarb 1418 von Wenzel von Moschin auch das Niedersteiner Vorwerk, so dass ihm das ganze Dorf Niedersteine, mit Ausnahme des Freirichterguts, gehörte. Nachdem Ernst von Niemitz, ein Bruder Conrads II., kinderlos starb, fielen die Güter als erledigtes Lehen durch Heimfall an den böhmischen Landesherrn, König Sigismund. Dieser übertrug 1437 Niedersteine anstatt einer Forderung an Wenzel Cluxa von Dohalitz (Dohalice). Seine Witwe Dorothea vermählte sich 1439 mit Hans Donig von Zdanitz (Ždánice), dessen Nachkommen bis 1625 im Besitz des Schlosshofes blieben. In diesem Jahr wurden die Besitzungen des 1620 verstorbenen Konrad von Donig wegen dessen Beteiligung am böhmischen Ständeaufstand von 1618 konfisziert. 1628 verwandelte der böhmische König Ferdinand III. das konfiszierten Lehngut in ein Erbgut, das er seinem Leibarzt Gisbert Voss von Vossenburg übertrug. Da dieser im selben Jahre ohne leibliche Nachkommen starb, erbte Niedersteine dessen Bruder Regner Voss von Vossenburg, der es 1631 an seinen Schwager Johann Arnold von der Hemm übertrug, bei dessen Nachkommen es bis 1792 verblieb. 1793 erwarb Niedersteine Reichsgraf Anton Alexander von Magnis auf Eckersdorf. Die Niedersteiner Besitzungen blieben bis zur Enteignung 1945 im Besitz der Familie von Magnis.

## Sehenswürdigkeiten
- Die spätgotischen Kirche St. Jakobus (seit 1945: Kościół Św. Stanisława Kostki), wurde erstmals 1350 erwähnt und 1530 aus Stein errichtet. Während der Reformation diente sie von Mitte des 16. Jahrhunderts bis 1623 als evangelisches Gotteshaus. Die von Gisbert von Hemm und seiner Gemahlin Eva Stillfried-Rattonitz 1663 gestiftete Glocke lieferte Martin Schreter aus Náchod. Nachdem die Kirche wegen der Zunahme der Bewohner zu klein und häufig durch Hochwasser geschädigt worden war, wurde 1904 das Langhaus abgetragen. Erhalten ist der geschlossene Chor mit Kreuzrippengewölbe. Die Glocke befindet sich heute in der katholischen Pfarrgemeinde Neu St. Heribert in Köln-Deutz.
- Die Pfarrkirche St. Jakobus d. Ä. (Kościół Św. Jakuba Starszego) wurde 1900–1903 als neue Pfarrkirche auf einem Grund hinter dem Pfarrhaus errichtet. Der Entwurf im Stil einer neuromanischen Basilika stammt vom Magnis'schen Hausarchitekten Ewald Berger († 1902), der Entwurf der Wandmalereien vom Münchner Architekten Joseph Elsner. Die Altäre und die Kanzel wurden nach dessen Entwurf aus seinen Münchner „Werkstätten für christliche Kunst“ geliefert. Die Glasfenster stammen aus der Werkstatt des Münchner Glaskünstlers Franz Xaver Zettler. Die Kreuzwegstationen schuf der Münchner Bildhauer Josef Auer. Das lebensgroße Kreuz wurde aus Oberammergau geliefert. Der Kirchenpatron Reichsgraf Anton von Magnis stiftete neben der Beteiligung an den Baukosten einen aus Venedig stammenden Kronleuchter. Geweiht wurde die Kirche am 1. Oktober 1904 durch den Prager Fürsterzbischof Leo Skrbenský von Hříště.
- Das Schloss Niedersteine wurde erstmals 1412 erwähnt und mehrmals umgebaut, vergrößert und stilistisch verändert. Die Sgraffiti an den Außenwänden stammen aus dem 16. Jahrhundert. Das Schloss befindet sich in einem schlechten baulichen Zustand. Der Nord-Flügel wurde vor 1974 abgetragen.
- Das zum Schloss gehörende Vorwerk mit Walmdach beherbergte eine zweigeschossige Gutskanzlei. Es stammt aus der ersten Hälfte des 17. Jahrhunderts, die übrigen Gebäude der ehemaligen Schlossanlage aus dem 18. und 19. Jahrhundert.

## Persönlichkeiten
- Emanuel Aloys Förster (1748–1823), Komponist und Musikpädagoge in Wien
- Heinrich Elsner (1867–1960), Politiker des Zentrums